# Cathédrale de Crotone
La cathédrale de Crotone ou cathédrale Notre-Dame-de-l'Assomption-et-Saint-Denys (en italien : cattedrale dei Santi Maria Assunta e Dionigi) est une église catholique romaine de Crotone, en Italie. Il s'agit de la cathédrale de l'archidiocèse de Crotone-Santa Severina.

## Histoire
La cathédrale de Crotone a été construite au XIIe siècle. Une église précédente remonterait au IXe siècle. Après un incendie au XVe siècle, l'édifice fut restauré et agrandi. Après les dommages causés par le tremblement de terre de 1638, la cathédrale a été restaurée et développée au XVIIIe siècle. Elle a survécu au tremblement de terre de 1832. Elle est à nouveau restructurée entre le XIXe et XXe siècles. La cathédrale a été élevée au rang de basilique mineure par le pape Jean-Paul II en 1983,.

## Description
La basilique à trois nefs présente un plan en croix latine , le bras droit du transept est plus long que le gauche. Le transept et la nef supérieure sont éclairés par des culots en lancette taillés dans la voûte en berceau et la coupole de la croisée . La nef est divisée par cinq grandes arcades en plein cintre depuis la nef centrale jusqu'aux bas-côtés. Trois portails majestueux mènent de la façade classique aux trois nefs. La façade est divisée en deux étages, l'étage inférieur comporte quatre pilastres , ceux du milieu se prolongent jusqu'au pignon rond en forme de tympan au-dessus du deuxième étage. Le clocher s'élève au-dessus de l'entrée de droite,.

### Intérieur
Les deux nefs latérales sont équipées d'autels, elles se terminent par la chapelle de la Madonna di Capocolonna datant du XIXe siècle, avec une icône byzantine, la chapelle des Sacrements, les fonts baptismaux du XIIIe siècle et la chapelle de Denys l'Aréopagite, deuxième évêque d'Athènes et martyr. Le tableau Le Retour de Jésus du Temple est de Niccolò Lapiccola.
La chaire de la nef centrale a été conçue en 1898 par l'architecte Pietro Paolo Farinelli ; son corps en marbre et bronze est soutenu par une colonne élancée. Le crucifix est en terre cuite,.

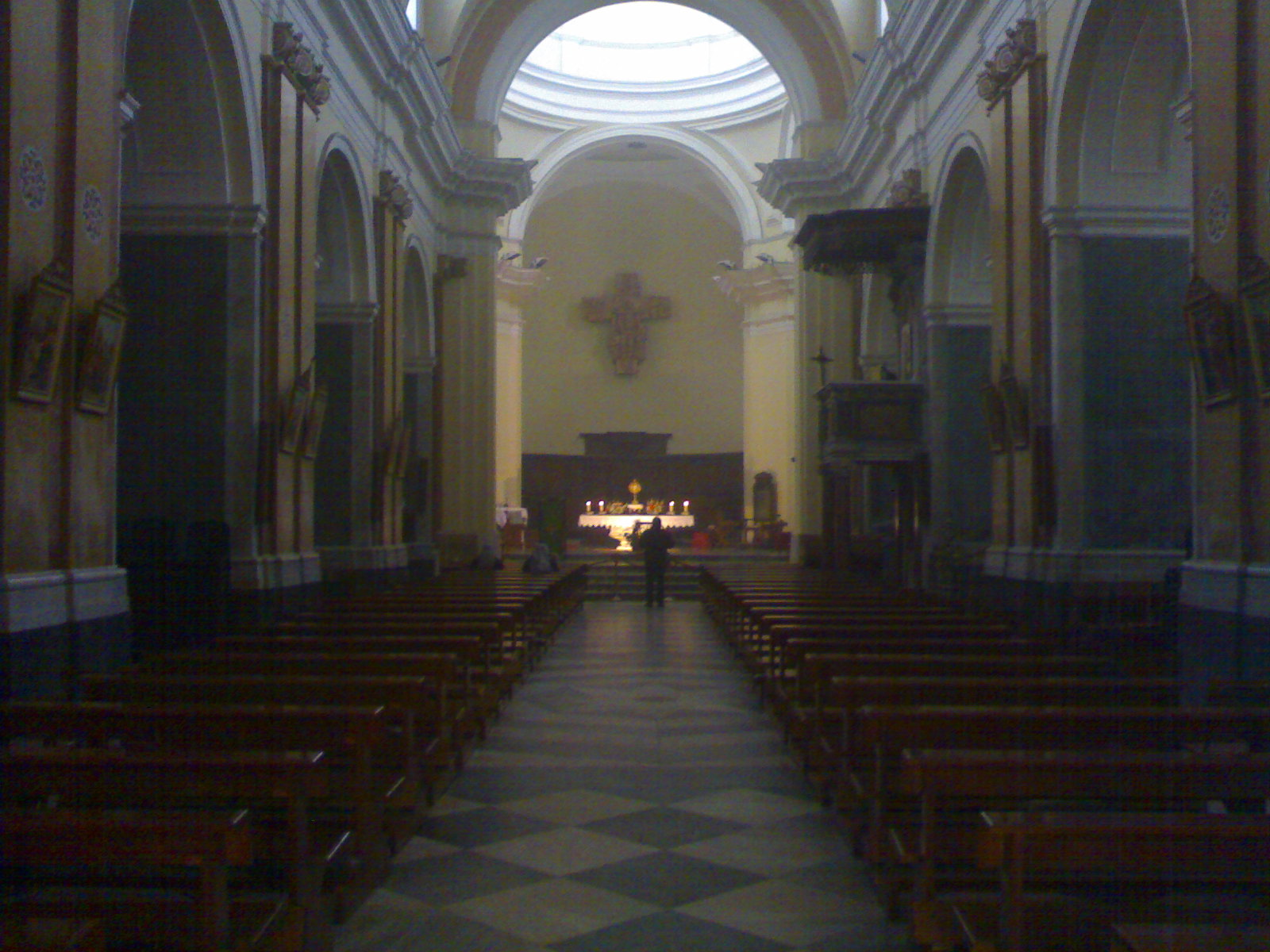
La nef centrale de la cathédrale.

### Article lié
- Liste des cathédrales d'Italie
- Liste des cathédrales de la Calabre